# Burma az 1980. évi nyári olimpiai játékokon
Burma a szovjetunióbeli Moszkvában megrendezett 1980. évi nyári olimpiai játékok egyik részt vevő nemzete volt. Az országot az olimpián 2 sportágban 2 sportoló képviselte, akik érmet nem szereztek.

## Atlétika
Férfi
| Versenyző | Versenyszám | Eredmény | Helyezés |
| --------- | ----------- | -------- | -------- |
| Soe Khin  | Maraton     | 2:41:41  | 47.      |

## Súlyemelés
| Versenyző  | Versenyszám | Szakítás                 | Szakítás                 | Lökés    | Lökés    | Összesen | Helyezés |
| Versenyző  | Versenyszám | Eredmény                 | Helyezés                 | Eredmény | Helyezés | Összesen | Helyezés |
| ---------- | ----------- | ------------------------ | ------------------------ | -------- | -------- | -------- | -------- |
| Sann Myint | 90 kg       | érvényes kísérlet nélkül | érvényes kísérlet nélkül | kiesett  | kiesett  | kiesett  | kiesett  |